# Дейра (Дубай)
Дейра (араб.ديرة) — район в східній частині міста Дубай, ОАЕ.

## Географія
Район Дейра є одним з найстаріших в Дубаї. Тут зосереджена значна кількість невеликих та середньої величини торгових закладів, що належать переважно вихідцям з Пакистану та Індії. Також тут, в північно-західній частині Дейри, знаходиться відомий Золотий базар (Gold souk), величезний ринок ювелірних виробів. Західним кордоном Дейри є природний канал Дубай-Крик, який ділив місто на дві нерівні частини. На каналі, на березі Дейри знаходиться невеликий порт — Порт-Саїд, з якого здійснюються як вантажні перевезення на західний берег на традиційних судах дау, так і групові круїзні поїздки туристів. Каналом також ходять маршрутні річкові судна і таксі. На півночі Дейру омивають води Перської затоки, на сході вона (в широкому сенсі розуміння, як вся північно-східна частина міста) межує з еміратом Шарджа. З півдня до району Дейра примикає Міжнародний аеропорт Дубаю. У 1960-ті — 1970-ті роки Дейра була торговим центром Дубаю, в наш час діловий центр перемістився на західну від Дубай-Крик сторону міста і розмістився вздовж траси шейха Зайда. Однак нині в Дейрі знову ведеться інтенсивне будівництво, зведені ряд хмарочосів та сучасних мостів через канал (Clock Tower, Maktoum Bridge та ін.). У морському ареалі біля берегів Дейри запланований проект штучного острова — Deira Island.

## Підлеглі райони (в адміністративному, середнього розміру, розумінні поняття «Дейра»)
- Ель-Рас
- Наїф
- Порт-Саїд
- Рігга
- Ель-Барага
- Пальм Дейра
- Корніш Дейра
- Абу-Хаїм

## Галерея

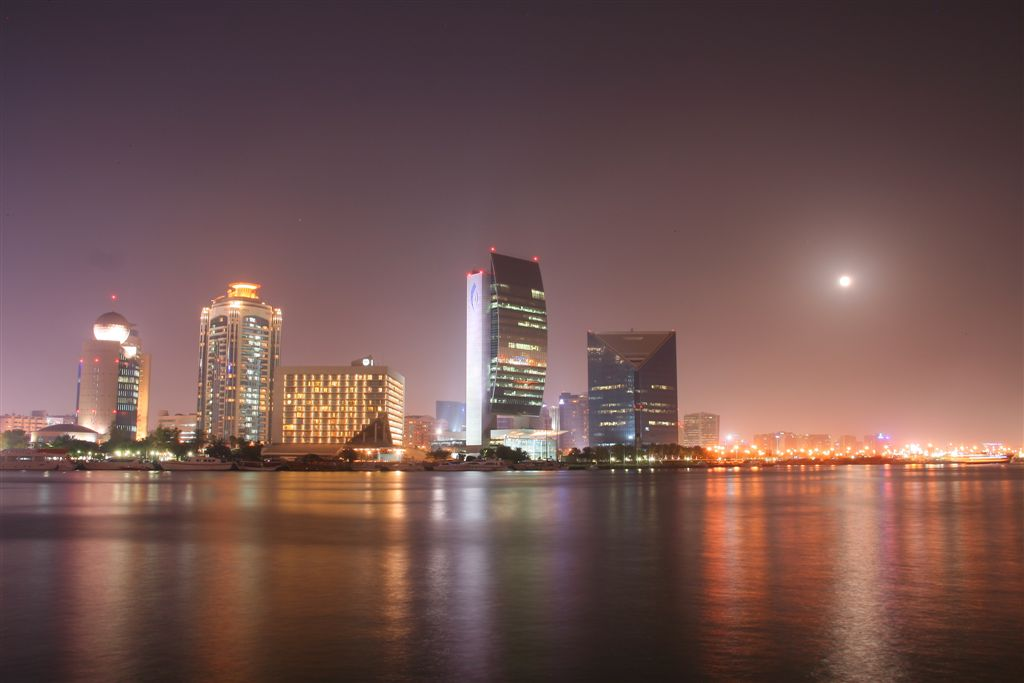
Дейра вночі
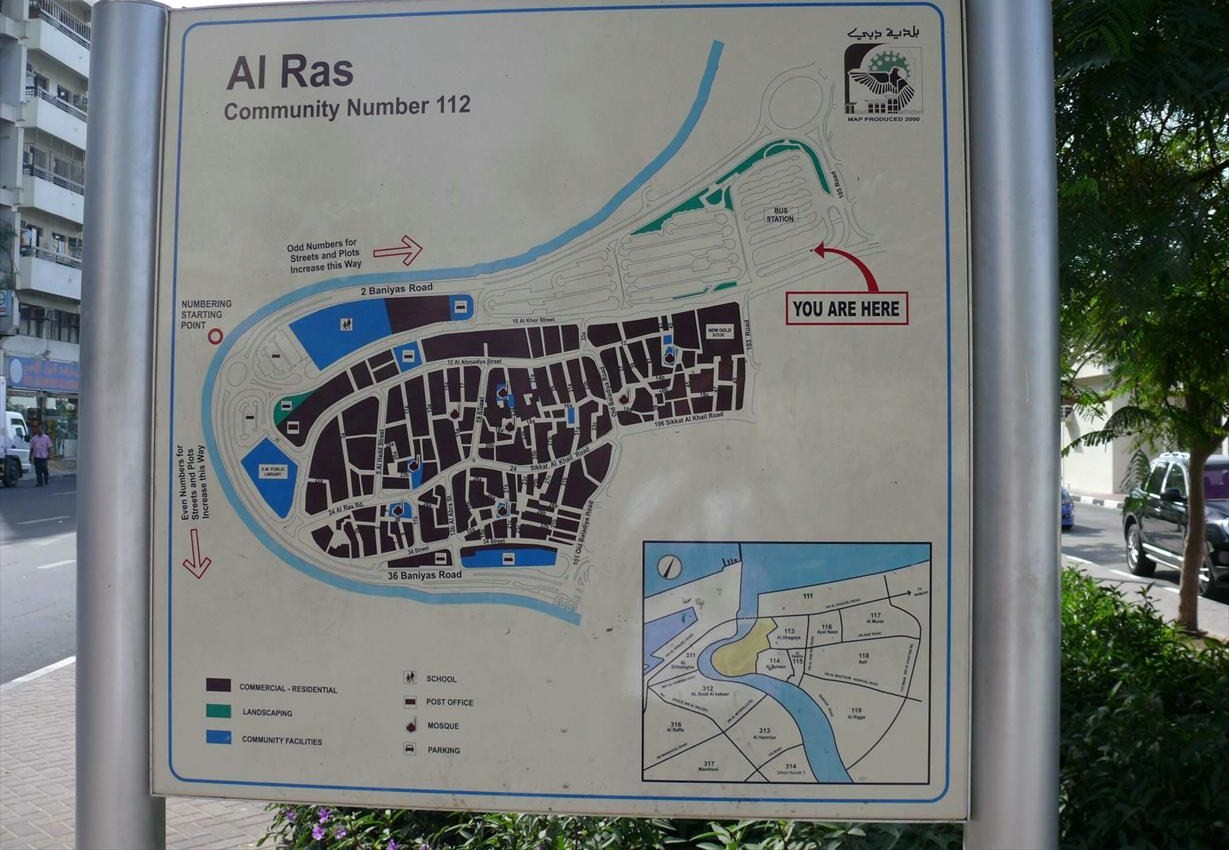
Міський план району Ель-Рас
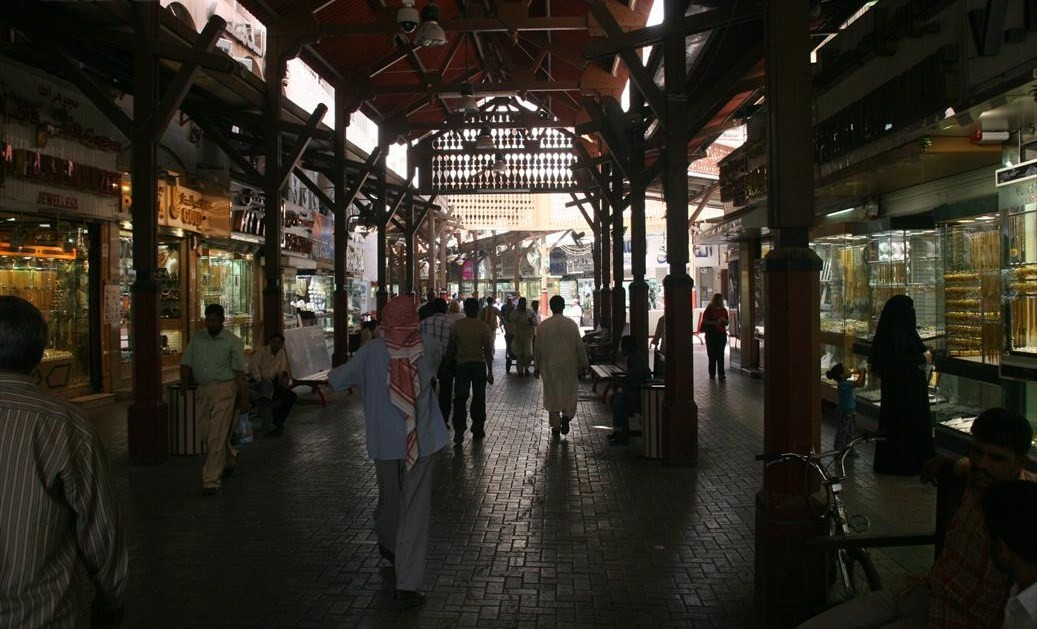
На Золотому базарі
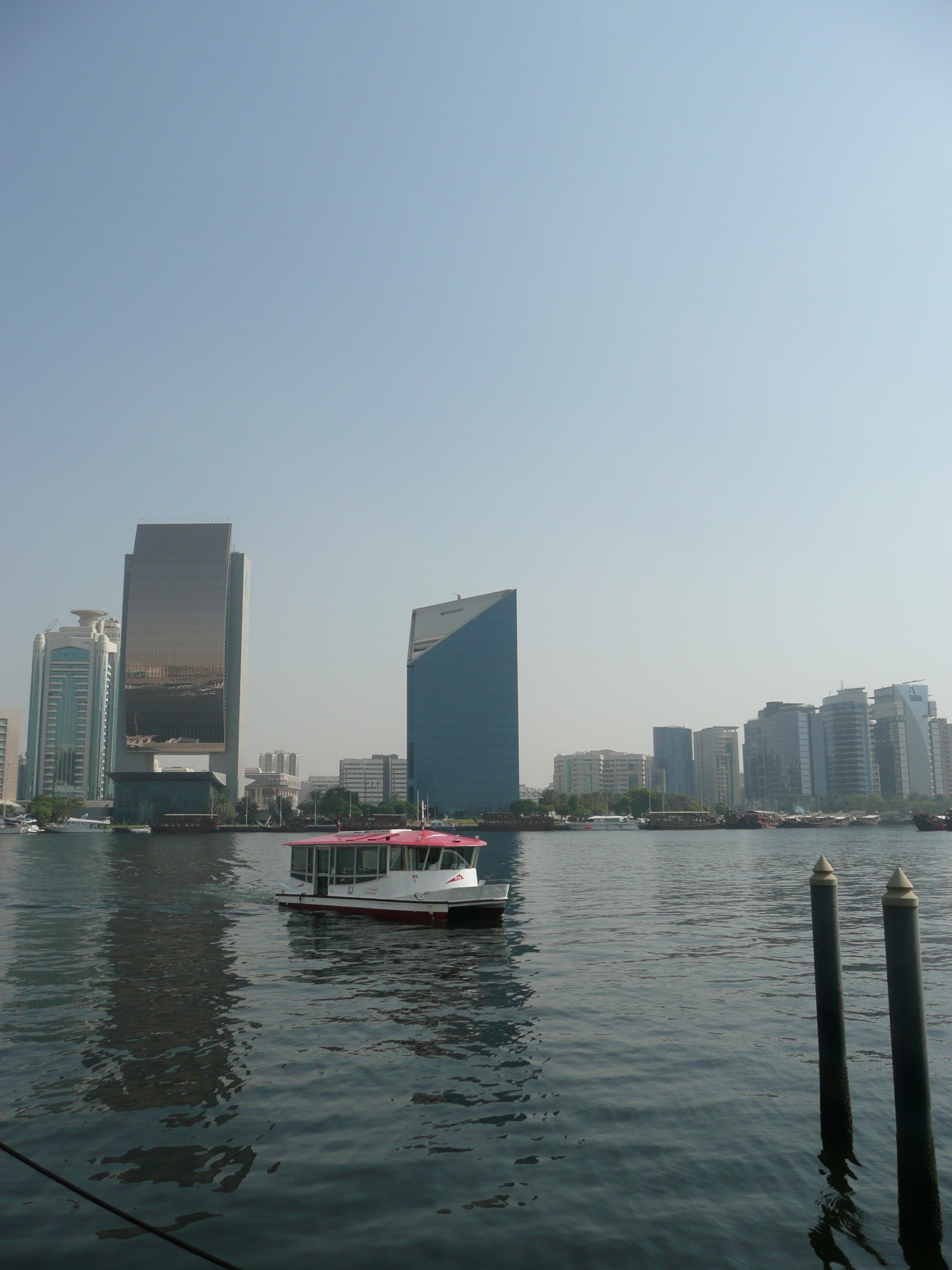
На каналі Дубай-Крик